# Ed Roth
Pour les articles homonymes, voir Roth et Big Daddy.
Ed « Big Daddy » Roth, né le 4 mars 1932, mort le 4 avril 2001) est un artiste, dessinateur, illustrateur, pinstriper, concepteur et constructeur de voitures customs qui a créé l'icône hot rod Rat Fink et d'autres personnages. Roth a été un personnage clé de la Kustom Kulture et du mouvement Hot Rod dans le Sud de la Californie à la fin des années 1950 et 1960.

## Jeunesse
Roth est né à Beverly Hills, en Californie. Il était le fils de Marie (Bauer) et Henry Roth. Il a grandi à Bell, et a étudié à la Bell High School, suivant notamment des cours de mécanique et d'art.

## Carrière

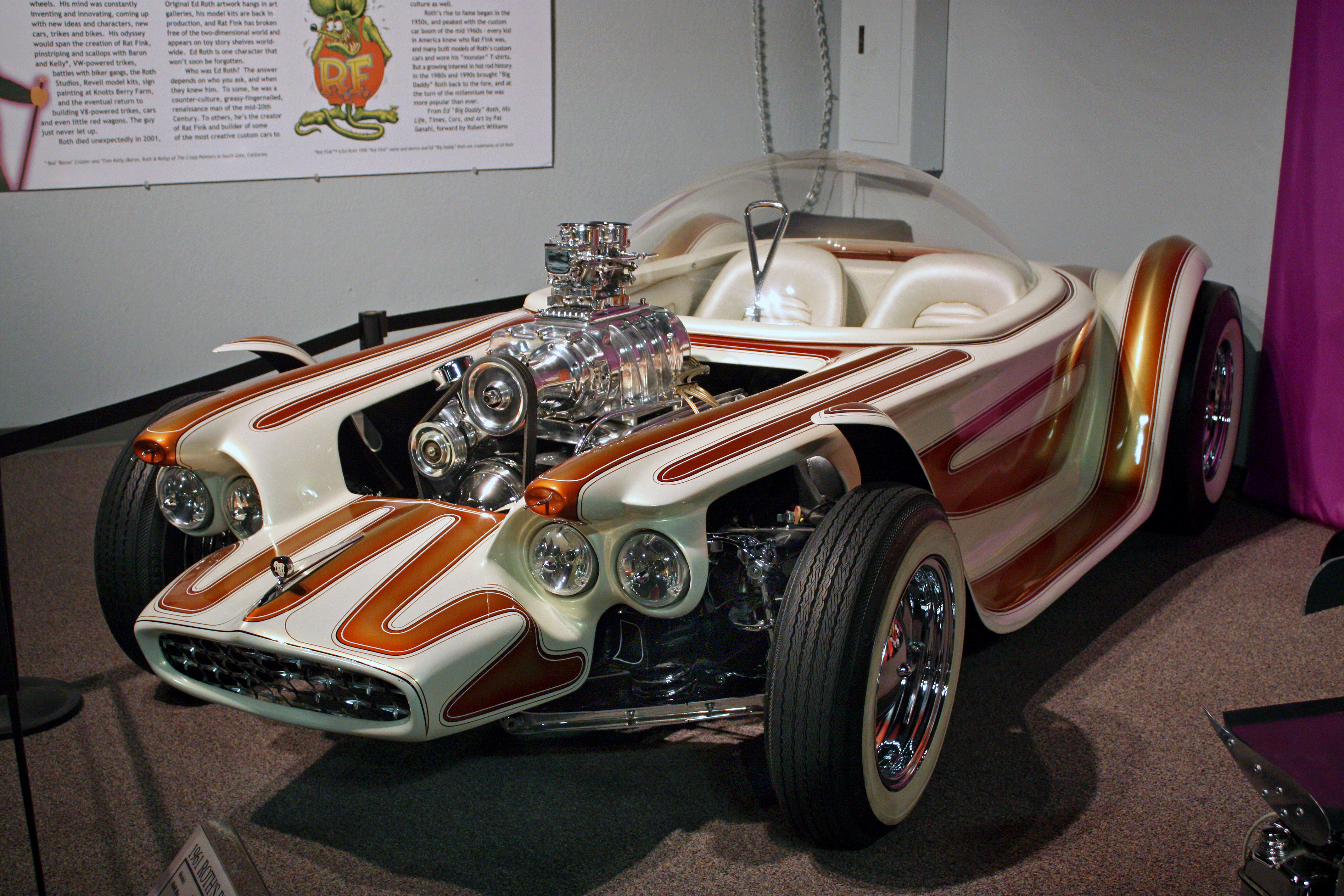
Beatnik Bandit (1961) au Musée National de l'Automobile, Reno, Nevada.

Roth est surtout connu pour ses caricatures grotesques — dont notamment son personnage Rat Fink — représentant des monstres imaginaires et démesurés conduisant des représentations de hot rods construits par lui et ses contemporains. Roth commença l'aérographe et vendit des t-shirts « Weirdo » lors de salons automobile et dans les pages du magazine Car Craft dès juillet 1958. Dès le mois d’août 1959 le numéro de Car Craft intitulé « Weirdo Shirt »  connut un véritable engouement, avec Roth à l’avant-garde du mouvement. Un article présentait Roth avec Dean Jeffries et Pete Millar, pionniers de la Kustom Kulture. Inspiré par Roth et Barris Kustoms (dont les chemises ont été aérographiées par Dean Jeffries), Stanley Miller, originaire de Détroit, alias « Stanley Mouse », a commencé à faire la promotion de ses propres T-shirts dans les pages de Car Craft en janvier 1961. Les studios moins connus de Rendina à Détroit et Mad Mac de Cleveland ont également participé à l'engouement pour les T-shirts « weirdo », mais Roth a certainement été l'homme qui a largement popularisé la forme d'art des « monstres à hot rods ».
En 1959, Roth créa le Outlaw. Ce hot rod Kustom en fibre de verre a été présenté dans le numéro de janvier 1960 de Car Craft. La voiture était couverte de Car Craft et de Rod and Custom, et a participé à des salons de voitures et de hot rods. Parmi les autres modèles, citons le Beatnik Bandit (1961), le Mysterion (1963) à moteur Ford double, l’Orbitron (1964) et le Road Agent (1965), entre autres. En 1965, le Surfite, le buggy de plage de Roth, figurait dans le film Beach Blanket Bingo avec Frankie Avalon et Annette Funicello, ainsi que dans Village of the Giants, mettant en vedette Beau Bridges et Tommy Kirk. L'une des voitures personnelle de Roth était une Chevrolet deux portes 1955 «orange mandarine» avec un moteur Ford 406 Ci sous le capot qu'il conduisit tous les jours pendant des années jusqu'à son magasin.
En 1962, la société de modèles réduits Revell a commencé à vendre des modèles en plastique des voitures de Roth et, de 1963 à 1965, elle a également fabriqué des modèles en plastique de nombreux monstres de Roth, notamment Rat Fink, Brother Rat Fink, Drag Nut, Mother's Worry, Mr. Gasser et d’autres créatures créées par Roth. À ce jour, Revell continue de rééditer les kits Roth de Monsters et Kustom Car.
En 1963, The Hawk Model Company a commercialisé sa gamme de modèles plastique « Weird-Oh » et Marx Toys a commercialisé « Nutty Mads », tous deux clairement inspirés du travail de Roth. Les deux séries d'objets étaient très populaires au milieu des années 1960 et restent des objets de collection très recherchés aujourd'hui. Hawk Models continue de republier périodiquement ses « Weird-Oh's ».

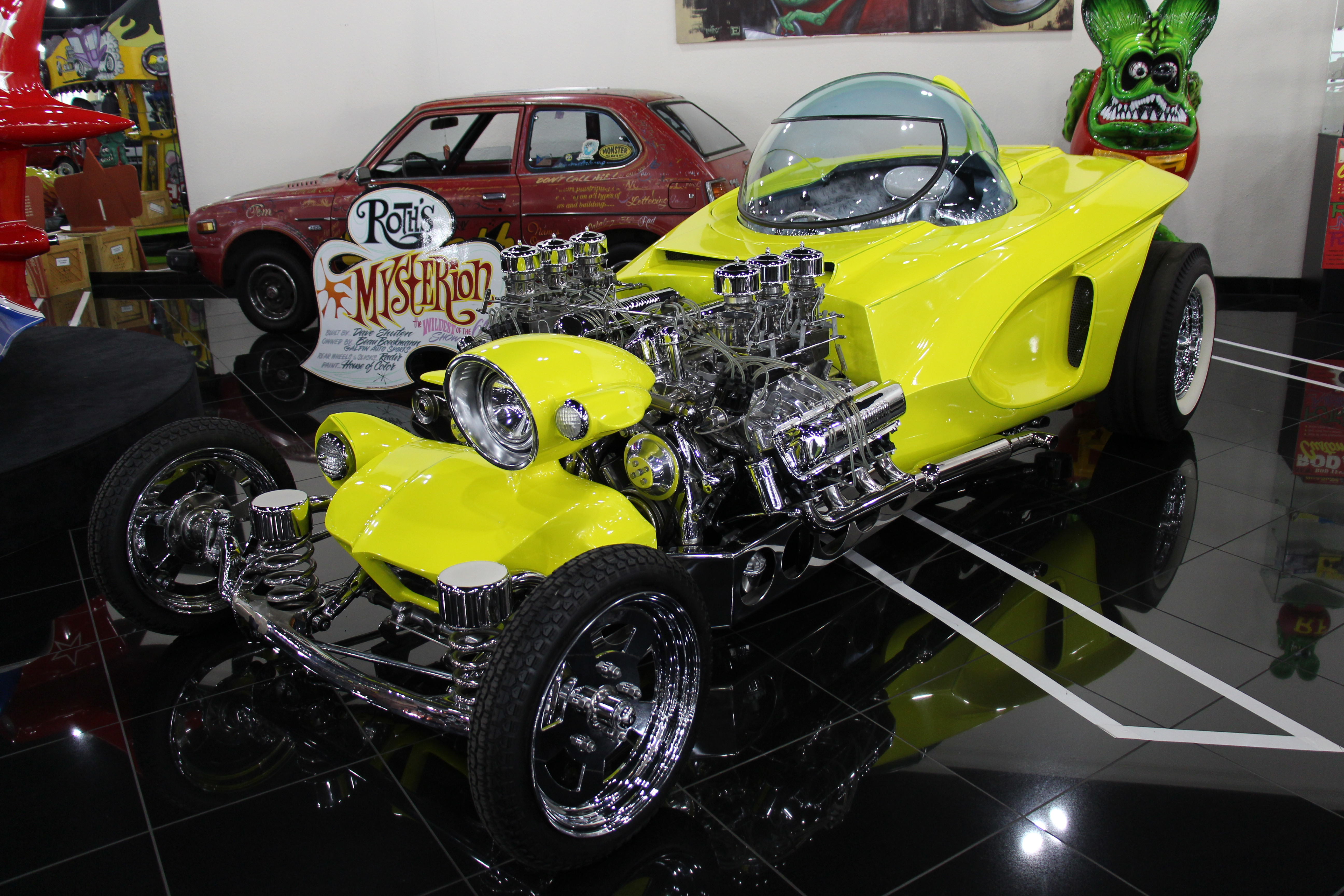
Mysterion (1963).

De nombreux artistes ont été associés à Roth, y compris David Mann, Rat Fink Comix, R.K. Sloane, Steve Fiorilla qui a illustré certains catalogues de Roth ainsi que Edward Newton, qui a travaillé pour Roth et a conçu plusieurs de ses créations de voitures et de t-shirts à partir de 1964. Robert Williams, icône de la Kustom Kulture, a commencé à travailler pour Roth en 1965. 
Au milieu des années 1960, Roth commença à personnaliser des motos. Les magazines de moto traditionnels refusant de publier ses articles et ses publicités, il choisit de lancer sa propre publication intitulée Choppers. Celle-ci qui comprenait des articles sur les extensions, les sissy bars personnalisées, etc. et a été le premier magazine à proposer exclusivement des motos personnalisées ou des choppers. Roth a également construit le premier trike connu propulsé par un moteur VW. Roth a construit de nombreux trikes pour lui-même et d'autres, comme les Candy Wagon, California Cruiser, Secret Weapon, Rubber Ducky et The Great Speckled Bird.

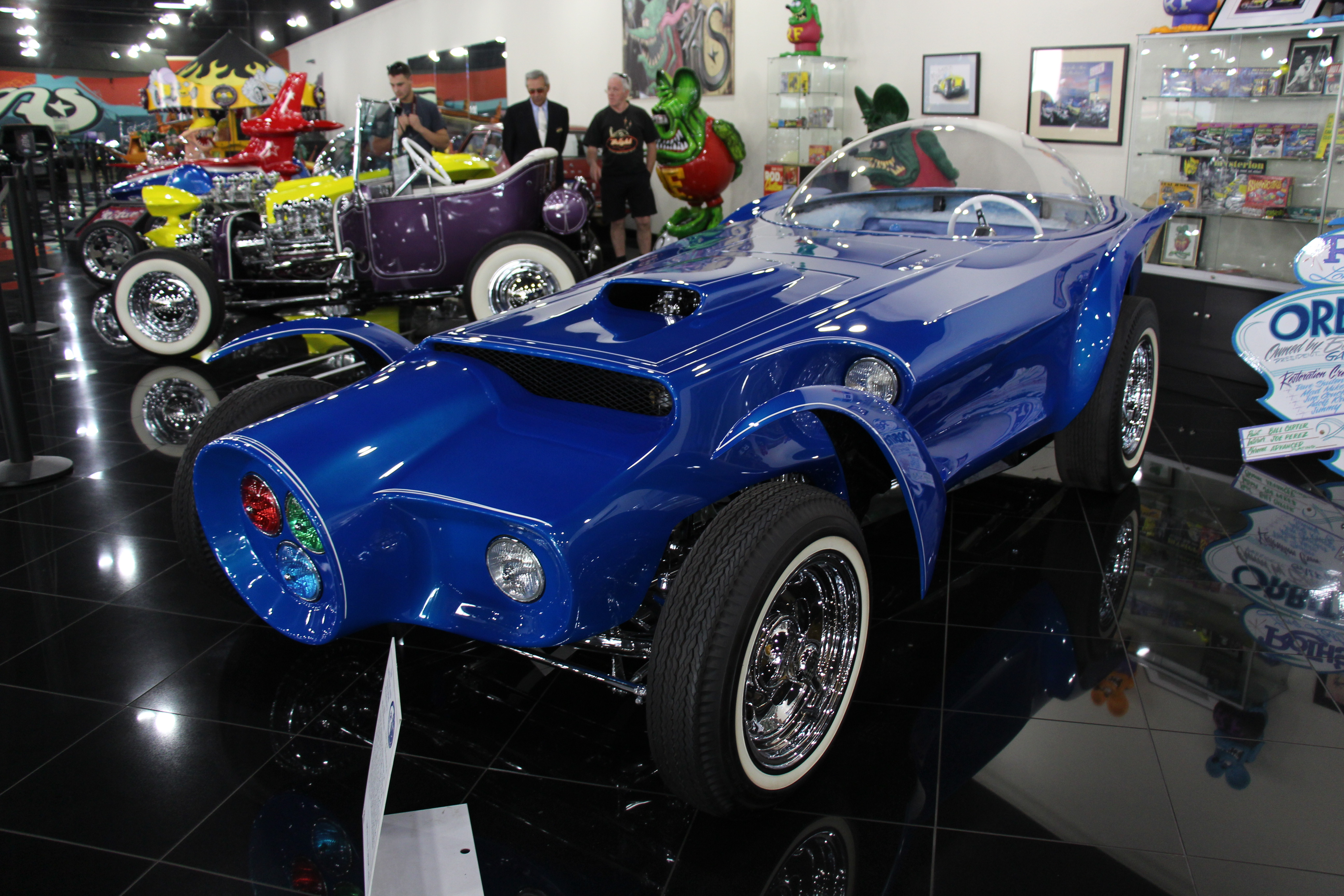
Orbitron (1964).

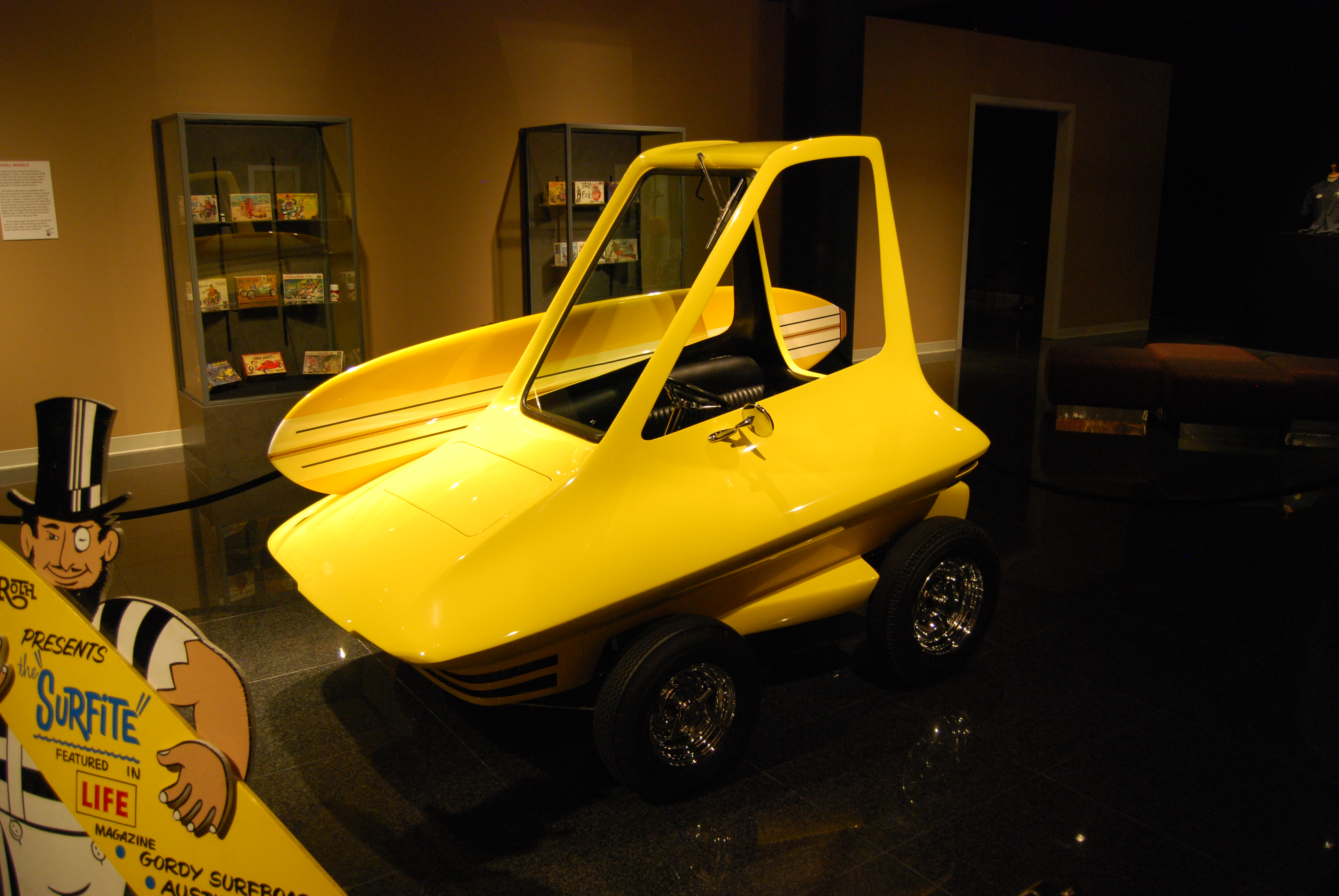
Surfite (1964).

En 1967, Roth construisit le Mega Cycle, qui était appelé à l'origine par Robert Williams « Captain Pepi's Motorcycle & Zeppelin Repair » (« Réparation du motocycle et du Zeppelin du capitaine Pepi ») qui fut ensuite rebaptisé « Mega Cycle » après une forte suggestion des promoteurs d'expositions auto. Propulsé par un moteur V6 Buick, le Mega Cycle avait été conçu pour transporter la Harley Davidson XLCH de Ed Roth. Plus tard, Ed a estimé que le XLCH ne fonctionnait tout simplement pas et que, grâce à une série de transactions, il s'était retrouvé avec la Triumph primée de Bob Aquistapase. Le Mega Cycle est actuellement exposé au Motorcyclepedia Museum de Newburgh dans l'état de New-York.
En 1968, Mattel créa Hot Wheels et le Beatnik Bandit de Roth est l’une des 16 voitures miniatures en métal les plus produite par la société.

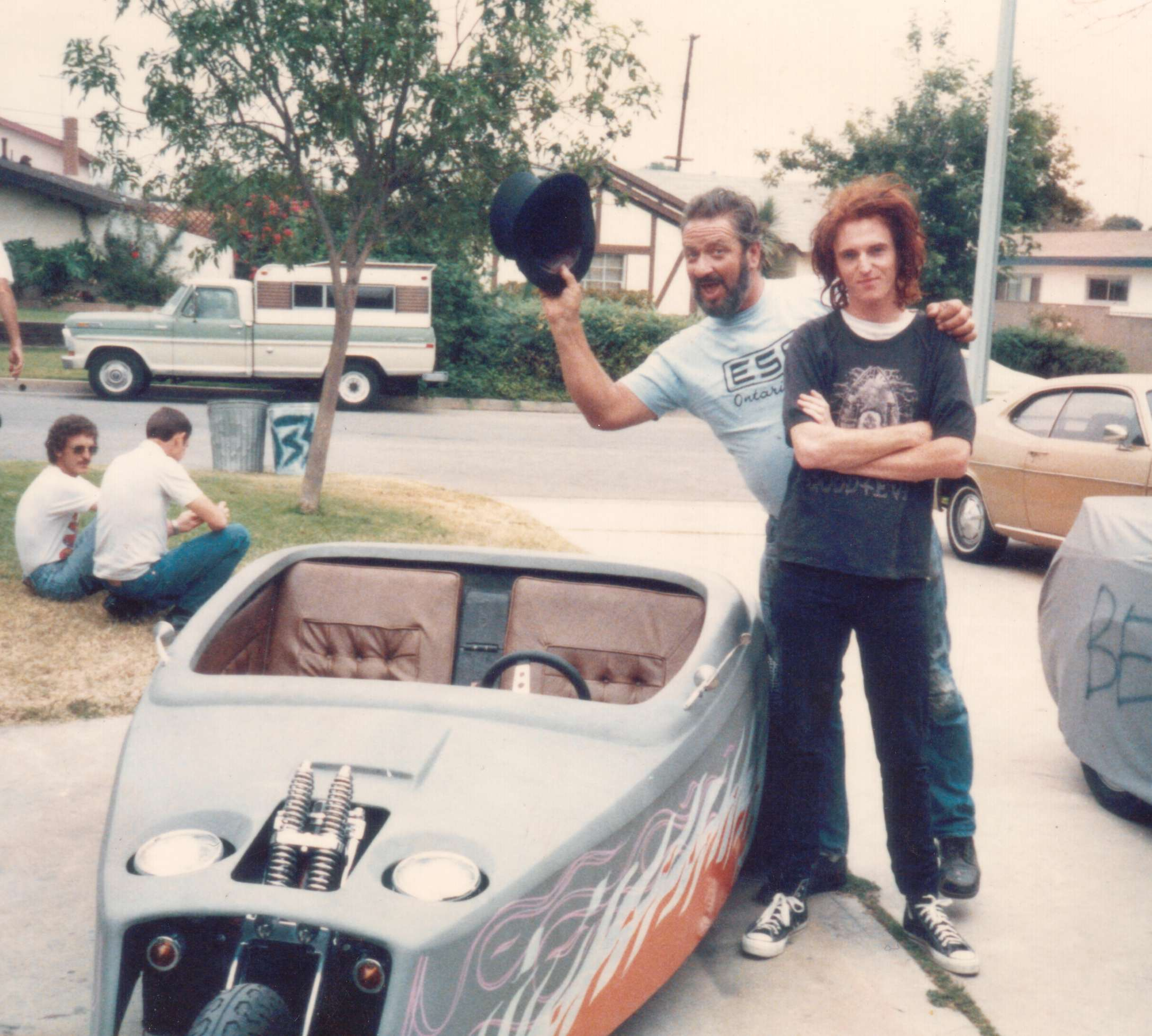
Trike Globe Hopper (1987).

De 1970 à 1975, Roth a travaillé pour « Brucker's Movie World » et pour leur présentoir « Cars of the Stars ». Brucker déclara que Roth était très loyal et très travailleur, même s'il ne gagnait pas beaucoup d'argent. Il déclara également que lorsqu'il construisait quelque chose, Roth avait le don naturel de voir comment les choses s'articulaient entre elles, construisant en seulement quelques jours ce qui prendrait des semaines à d'autres. Bien que Roth soit décontracté et aimable, Brucker se souvient également que Roth était un combattant et que si quelqu'un venait à traverser le musée et causer des ennuis, Roth pouvait les fusillait. Il était intrépide. La Druid Princess de Roth était l’une des nombreuses voitures présentées ici. Également au cours des années 1970, Roth travailla pour Knott's Berry Farm en tant que peintre et artiste de l'enseigne. Il y travailla 10 ans jusqu'en 1980 environ.
En décembre 1977, Robert et Suzanne Williams, conjointement avec Skip Barrett, organisèrent la première réunion de Rat Fink pour célébrer l'héritage de Roth. Des réunions de Rat Fink ont encore lieu aujourd'hui sur le site de la dernière résidence de Roth à Manti, dans l'Utah et près de Los Angeles.
En 1993, une exposition majeure a eu lieu à la galerie Julie Rico à Santa Monica, peu après l'exposition « Kustom Kulture » au musée Laguna. C'est à cette époque que le mouvement artistique lowbrow a commencé à prendre de l'ampleur. En vedette dans l'exposition intitulée « Rat Fink Meets Fred Flypogger Meets Cootchy Cooty » il y avait Roth, Willams, Mouse et leurs créations. Le Los Angeles Times a placé le Rat Fink de Roth sur la couverture de la section Culture du 20 décembre 1993 avec un article complet sur l'ensemble de l'exposition.
L'Orbitron, une voiture personnalisée de Roth construite en 1964 qui a fait l'objet de nombreux articles dans des magazines spécialisés dans l'automobile (notamment dans le magazine Car Craft en 1965) et que l'on croyait perdue au cours des décennies suivantes, fut découvert au Mexique à l'été 2008. La voiture, dans un état de délabrement et non fonctionnelle, était garée depuis un certain temps devant une sex shop de Ciudad Juárez. Les propriétaires du magasin étaient également les propriétaires de la voiture. La voiture fut rachetée et ramené aux États-Unis par Michael Lightbourn, un restaurateur de voitures américain qui travaillait au Mexique. L'Orbitron a été restauré dans son état d'origine par Beau Boeckmann.
Roth a été actif dans l'art de la contre-culture et des hot rods toute sa vie adulte. En 2001, au moment de son décès, il travaillait sur un projet « hot-rod » à partir d'une voiture compacte, conçue pour s'éloigner du style des modifications dominant au sein des customisers.
L'année suivant sa mort, il a été désigné comme l'un des « 50 Who Made a Difference » (« les 50 qui ont fait la différence ») lors du 50e congrès annuel Meguiar's Autorama de Detroit. Il a également été intronisé dans le « Cercle des champions » de la série en 2000 et a été présenté comme « Constructeur de l'Année » en 2006.

## Mr. Gasser & the Weirdos
Mr. Gasser & the Weirdos était un groupe de musique des années 1960 dirigé par Roth, connu sous le nom de Mr. Gasser. Formé au début des années 1960, le groupe a sorti quelques albums de surf rock bizarres, notamment Hot Rod Hootenanny en 1963. One Way Records a sorti un ensemble de deux CD (S22-18319) contenant les trois disques et l’œuvre originale.

## Roth et les bikers
Son magasin, ouvert au début de 1959, était situé au 4616 Slauson Avenue, à Maywood en Californie (à environ 20 km au sud-est du centre-ville de Los Angeles). Cette année-là, il fit paraître une annonce dans le magazine Car Craft pour annoncer la nouvelle adresse de son magasin.
Au milieu des années 1960, Roth s'associa à divers clubs de motards hors-la-loi qui s'étaient rassemblés à son magasin alors que de nombreux motards vivaient à Lynwood et à Maywood. Des musiciens, des officiers de police, des agents du FBI et diverses personnes impliquées à Hollywood se rendaient également dans la ville, créant ainsi un environnement propice à l'une des périodes les plus créatives d'Ed Roth et à une période importante de la Kustom Kulture.
Roth incorpora la croix de fer à ses créations (les surfeurs utilisaient auparavant la croix de fer comme symbole de la rébellion insouciante et jeune). À cette époque Roth ne possédait pas de moto. Il acheta un Harley-Davidson Sportster tout neuf, puis peint son réservoir d'essence en noir et blanc avec des lettres blanches sur un côté qui disait Love is Hate (« L'amour c'est la Haine »" et de l'autre côté Hate is Love (« La Haine, c'est l'Amour »).
Roth prenait des photos en noir et blanc de différents motards puis réalisait des affiches avec des titres comme Beautiful Buzzard ou Grey Cat à partir de ces photos qu'il vendait lors de salons automobiles. Il donnait périodiquement à ces motards de petites sommes d’argent, mais certains d'entre eux commencèrent à se rendre compte que Roth « s'enrichissait » et souhaitaient une rétribution plus importante. Malgré l'accord avec Roth, des rumeurs commencèrent à circuler selon lesquelles un club avait l'intention d'attaquer son magasin. Le gang arriva à la boutique avec des armes à feu, tira et l'équipe de Roth se défendit. Roth mis alors au défi le chef des motard de se battre à mains nues pour régler le problème au milieu du magasin. Finalement, Roth pris le dessus et dit « j'ai juste commencé à vaincre la merde vivante à l'intérieur de ce mec ».
Après cet incident, Roth brûla ses affiches de motards, laissant également ce style de vie derrière lui. Les choses ont commencé à se dégrader à la fin des années 1960 et en 1970, le magasin ferma définitivement>.

## Vie personnelle
Ed Roth s'est marié quatre fois. Sa quatrième épouse, Ilene, vit à Manti dans l'Utah, où Ed Roth a passé les dernières années de sa vie. Roth a rejoint l'Église de Jésus-Christ des saints des derniers jours en 1974. Il a alors rasé sa barbichette et s'est fortement impliqué dans le travail social par le biais de son église. Son frère Gordon est également devenu mormon.
Lors d’une conférence donnée en 1999 au Museum of Art de l’Université Brigham Young, Roth expliqua quelques leçons qu’il avait apprises dans la vie : « Attendez-vous à des critiques ; si vous ne pouvez pas le faire, demandez de l’aide; vous n’avez pas besoin d’outils sophistiqués ni d’un garage sophistiqué ; si vous remplissez votre devoir, notre Père céleste vous bénira dans ce que vous faites. ».
Depuis sa mort, la réunion officielle de Rat Fink a lieu à Manti (Utah) chaque premier week-end de juin. Le musée qu'Ilene Roth a créé pour rendre hommage à son défunt mari comprend des expositions d'œuvres d'art d'Ed et d'autres souvenirs. Le fils de Roth, Darryl, travaille à la collecte et à l'affichage du travail de son père.

## Portrait par Tom Wolfe
L'écrivain américain Tom Wolfe, surtout connu en France pour ses livres L’Étoffe des héros (The Right Stuff en VO) consacré aux premiers astronautes du programme Mercury, et pour sa peinture sans concession des milieux Yuppies (les jeunes financiers de New-York) dans Le Bûcher des vanités a commencé sa carrière d'écrivain avec un essai sur le phénomène de la Kustom Kulture et des deux « papes » de ce courant social et artistique né en Californie, apôtres du « rouler différent » : George Barris et Ed « Big Daddy » Roth.
Il y fait un portrait malicieux mais non dénué de sympathie de ces deux hommes, à l'époque (1965) idoles d'une jeunesse fanatique de surf music, des concerts de Dick Dale ou des Beach Boys, de surf, de slot car, d'épate et d'un style de vie hédoniste en décalage avec les codes du bourgeois américain moyen. 
Les références culturelles et sociologiques abondent dans cet essai qui fut le premier à décrire la Kustom Kulture pour ce qu'elle était : un véritable mouvement artistique et non une distraction de jeunes mécaniciens un peu déjantés. Le livre, qui eut un grand succès, avait d'ailleurs été proposé initialement à la section sociologie des librairies américaines.
À la suite d'un « blocage » ou « crampe de l'écrivain », Tom Wolfe livra à son éditeur ses notes brutes, dans un style proche du discours parlé, et qui devait devenir une de ses marques de fabrique stylistiques. 
Le titre original complet interminable, There goes(Varoom!Varoom!) that Kandy-Kolored (Tpshhhh!) Tangerine Flake Streamline Baby (Raghhhh!) Around the bend fut abrégé en The Kandy-Kolored Tangerine-Flake streamline Baby, ce que le traducteur français Bernard Cohen a méritoirement rendu en français par : Ma Beauté Kustomisée Karénée Kouleur Mandarine. Cet essai est paru en Français, avec d'autres essais sociologiques sur les États-Unis des années 70 ( L'artificialité frénétique de Las Vegas, Les dessous étranges du marché de l'art et des galeries de New York, les gens branchés de l'époque, la "gauche caviar" de Park Avenue...etc) dans un recueil intitulé Où est votre Stylo ? préfacé par Philippe Labro.

### Sources consultées
- Pat Ganahl, Ed "Big Daddy" Roth : His Life, Times, Cars, and Art, Car Tech Books, 2011, 181 p. (ISBN 978-1-934709-67-2)
- Bob Larivee, Hot Rod Detroit, Oxford, Michigan, GP Publishing, 2015, 240 p. (ISBN 978-0-692-30899-8)